# Т-80У
Т-80У (индекс ГАБТУ — Объект 219АС) — модифицированный основной боевой танк семейства Т-80.

## Описание
Разработан на основе задела по опытному танку Т-80А в КБ-3 Кировского завода с установкой динамической защиты. Опытная партия в несколько десятков машин выпущена в Харькове с декабря 1983 по декабрь 1985 года с ДЗ «Контакт-1» (одна сохранилась в Кубинке). Принят на вооружение Вооружённых сил Союза ССР 27 ноября 1984.
Боевая масса — 46 тонн. Бронирование корпуса аналогично Т-80БВ. Применена новая башня с усиленным бронированием и «ячеистым наполнителем», изначально разработанная в Харькове для «объекта 476». Установлены: комплекс управляемого вооружения 9К119 «Рефлекс» и комплекс управления оружием 1А45 «Иртыш» (лазерный прицел-дальномер 1Г46, электронный баллистический вычислитель, стабилизатор 2Э42, ПРНК ТПН-4С, комбинированный ночной прицел ТПН-4 «Буран-ПА/М»), 125-мм орудие 2А46М-1, система запуска дымовых гранат 902Б «Туча», противопожарное оборудование 3ЭЦ13 «Иней», новая встроенная динамическая защита «Контакт-5».
С 1990 года устанавливался двигатель ГТД-1250 (1250 л. с.) и комплекс управляемого вооружения 9К119М «Инвар».

## Модификации
- Т-80УК (Объект 630А) — командирский вариант Т-80У[5]. Принят на вооружение в начале 1990-х. Установлены: система «Штора-1», тепловизор «Агава-2», новый датчик параметров атмосферы, радиостанции Р-163У и Р-163К, навигационная система ТНА-4, система дистанционного подрыва ОФ-снарядов, автономная энергоустановка АБ-1-П28.
- Т-80УЕ — модификация 1995 года. Вариант Т-80УМ, разработанный специально для греческого тендера; установлены гидрообъёмная передача и новые органы управления.
- Объект 219АС-1 — основной танк Т-80УЕ-1. Модернизация Т-80БВ до уровня Т-80У. Установлено боевое отделение (с башней) со списывавшихся Т-80УД, изначально разработанное для Объекта 478, газотурбинный двигатель ГТД-1250 мощностью 1250 л. с., воздухозаборное устройство, позволяющее преодолевать без подготовки брод глубиной до 1,8 м, автономный энергоагрегат мощностью 18 кВт, устройство ввода поправок УВП 1В216М для 15 типов баллистик, встроенная динамическая защита Контакт-5, введены мероприятия по уменьшению расхода топлива, усовершенствованная СУО 1А45-1.
- Объект 219АМ-1 — основной танк Т-80УА. Вариант модернизации танка Т-80У. При модернизации по варианту Т-80УА на танк устанавливается: пушка 2А46М-4, модернизированный комплекс управления огнём (КУО) 1А45-1, устройство учёта изгиба ствола УУИ-2, дневно-ночной прицельный комплекс командира ТО1-КО4, ночной прицельный комплекс наводчика ТО1-КО5 (как вариант устанавливается тепловизионный прицел «Плиса»), комплекс оптико-электронного подавления «Штора».
- Объект 219АС-М — основной танк Т-80УМ. Модернизация 1992 года. Модернизированный вариант Т-80У (тепловизор «Агава-2», радиопоглощающее покрытие, радиостанция Р-163-50У).
  - Объект 219АС-М1 — основной танк Т-80УМ1 «Барс». Модификация 1997 года. Вариант Т-80УМ с комплексом активной защиты «Арена-Э», установлен двигатель ГТД-1250Г, пушка 2А46М-4, оснащён дополнительно следующими системами и комплексами: «Штора-1», «Велиж», ТВН-5, Р-163-50У, Р-163УП, системой кондиционирования воздуха.
- Безымянная модификация  Т-80У с КАЗ «Дрозд-1», показана на выставке ВТТВ-97 в г. Омске[6].
- Т-80УМ2 — опытный основной боевой танк Т-80У с КАЗ «Дрозд-2»[7][8][9][10][11][12].
- Объект 640 — опытный основной танк «Черный Орёл».
- Т-80УА — Модернизация Т-80У включает усовершенствованный КУО 1А45-1. Модернизация МЗ под БПС L=740 мм. Баллистический вычислитель 1В528-1М и новые датчики - датчик ветра и давления (ДВД), блок переключателей 1В216-1. Введено устройство учёта изгиба ствола, обеспечивающее автоматический учёт отклонения оси ствола от прямолинейности, возникающий в процессе интенсивной стрельбы, либо под влиянием атмосферных условий (приёмо-передатчик УУИ-2). Прибор ПК-5, реализовано измерение дальности лазерным дальномером в режиме ДУБЛЬ. Прицельный комплекс Т01К05 «Буран-М». КОЭП «Штора-1». На танке сохранена старая зенитно-пулемётная установка открытого типа. На все варианты модернизированных танков предполагалось установить систему 2А46М-4. Стабилизатор 2Э42М-1. доработанный для размещения и заряжания БПС длиной 740 мм . Применение боеприпасов ОФ54 и ОФ7 Комплекс УВИ – 10 «Айнет».

## Операторы

### Современные операторы
- Кипр: 82 Т-80У на вооружении, по состоянию на 2024 год[13].
- Республика Корея: 40 Т-80У на вооружении, по состоянию на 2024 год[14].
- Россия: 150 Т-80БВ/Т-80У на вооружении и некоторое количество на хранении, по состоянию на 2024 год[15].
- Украина: 80 Т-80БВ/Т-80БВМ/Т-80У/Т-80УК на вооружении, по состоянию на 2024 год[16].

### Бывшие операторы
- Азербайджан: 15 единиц Т-80У по состоянию на 2009 год[17];
- Великобритания: один Т-80У был передан в 1992 году[18];
- Египет: в 1997 году была заключена сделка на поставку 34 танков Т-80У[19].
- СССР: перешли к образовавшимся после распада государствам.

## Боевое применение
Использовался 4-й гвардейской танковой дивизией (Кантемировской) во время вторжения России на территорию Украины. Дивизия действовала в Харьковской, Сумской и Черниговской областях, участвовала в боях за Тростянец, откуда её вытеснила 93-я омехбр ВСУ. В ходе боёв Кантемировская танковая дивизия понесла тяжелые потери, и в конце марта отступила с территории Сумской и Черниговской областей Украины.
Также по данным проекта Oryx весной было зафиксировано уничтожение единственного экземпляра опытного российского Т-80УМ2.
После отступления 1-й гвардейской танковой армии, частью которой является 4-я дивизия, из-под Киева, два полка 4-й дивизии были передислоцированы на харьковское направление. Во время контрнаступления ВСУ в Харьковской области в сентябре, Кантемировская дивизия отступила и оттуда, после чего только визуально подтверждённые потери танков Т-80У составили более 90 единиц, то есть, целый танковый полк. По оценке международного института стратегических исследований, за год вторжения Россия потеряла 2/3 довоенного парка Т-80БВ/Т-80У, а сама дивизия особо упомянута как понёсшая тяжёлые потери и потерявшая боеспособность.

## Галерея

Т-80У на подготовке 4-й гв. отбр к годовой проверке. 2011 год.
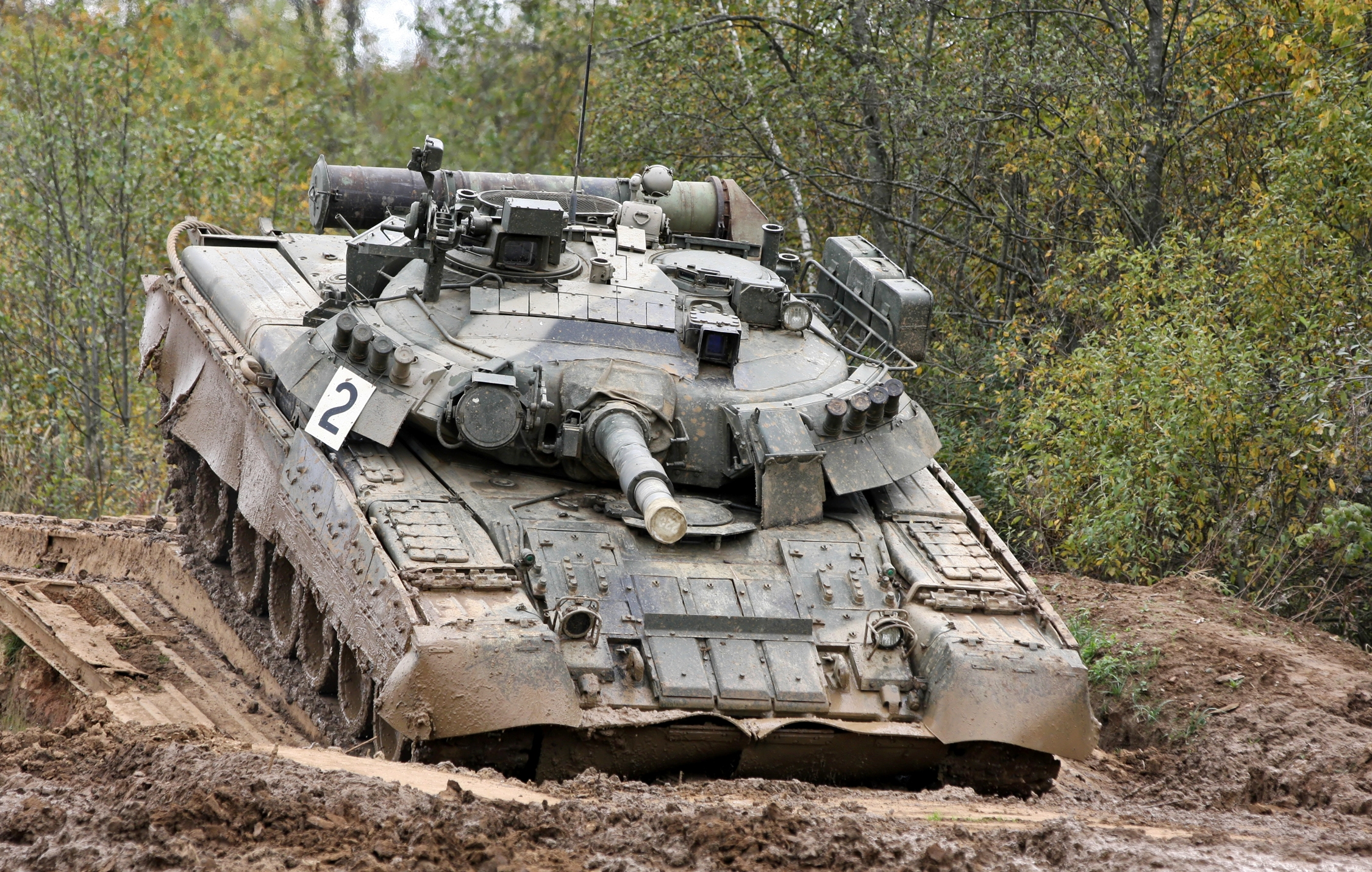
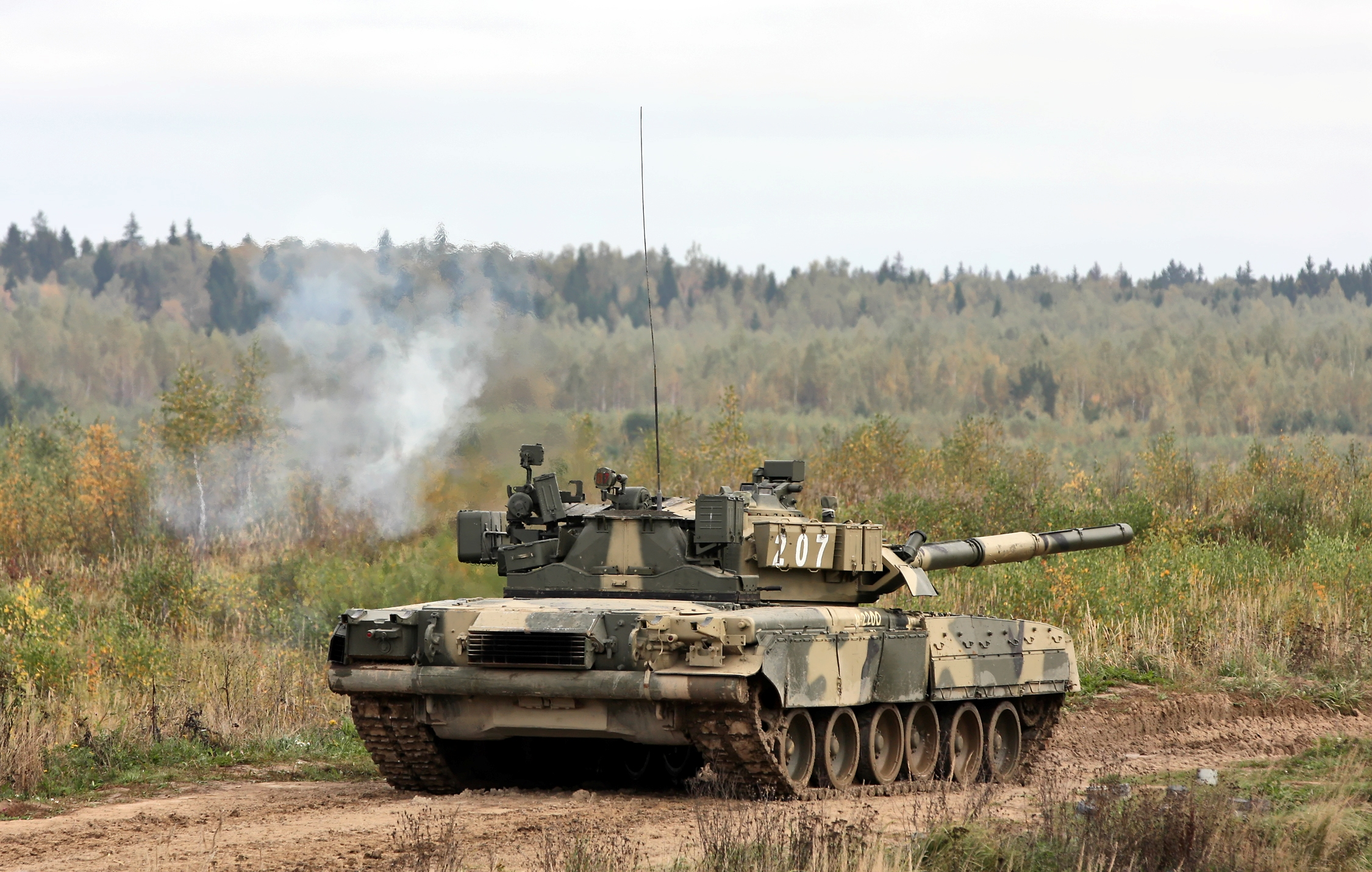
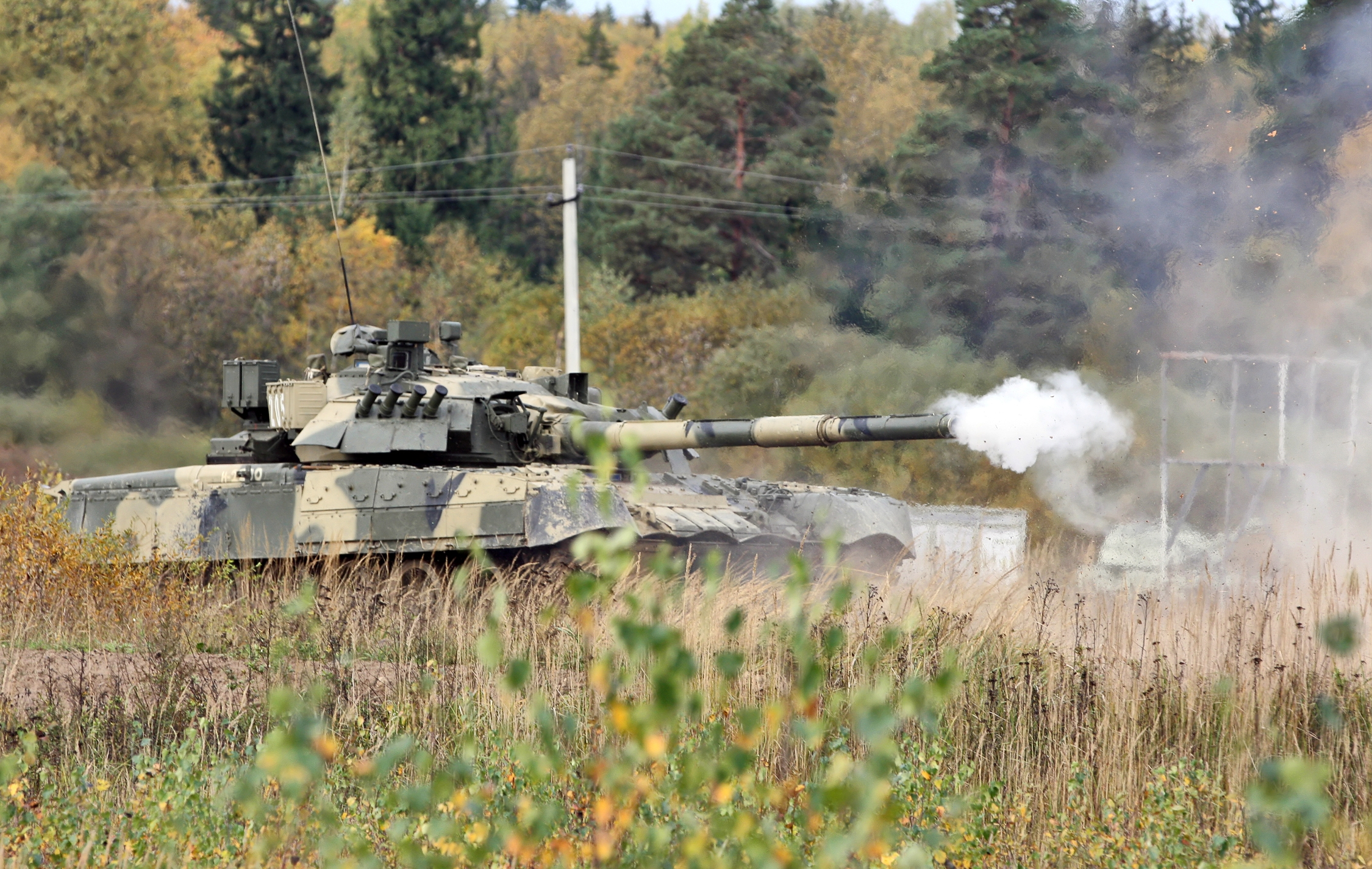
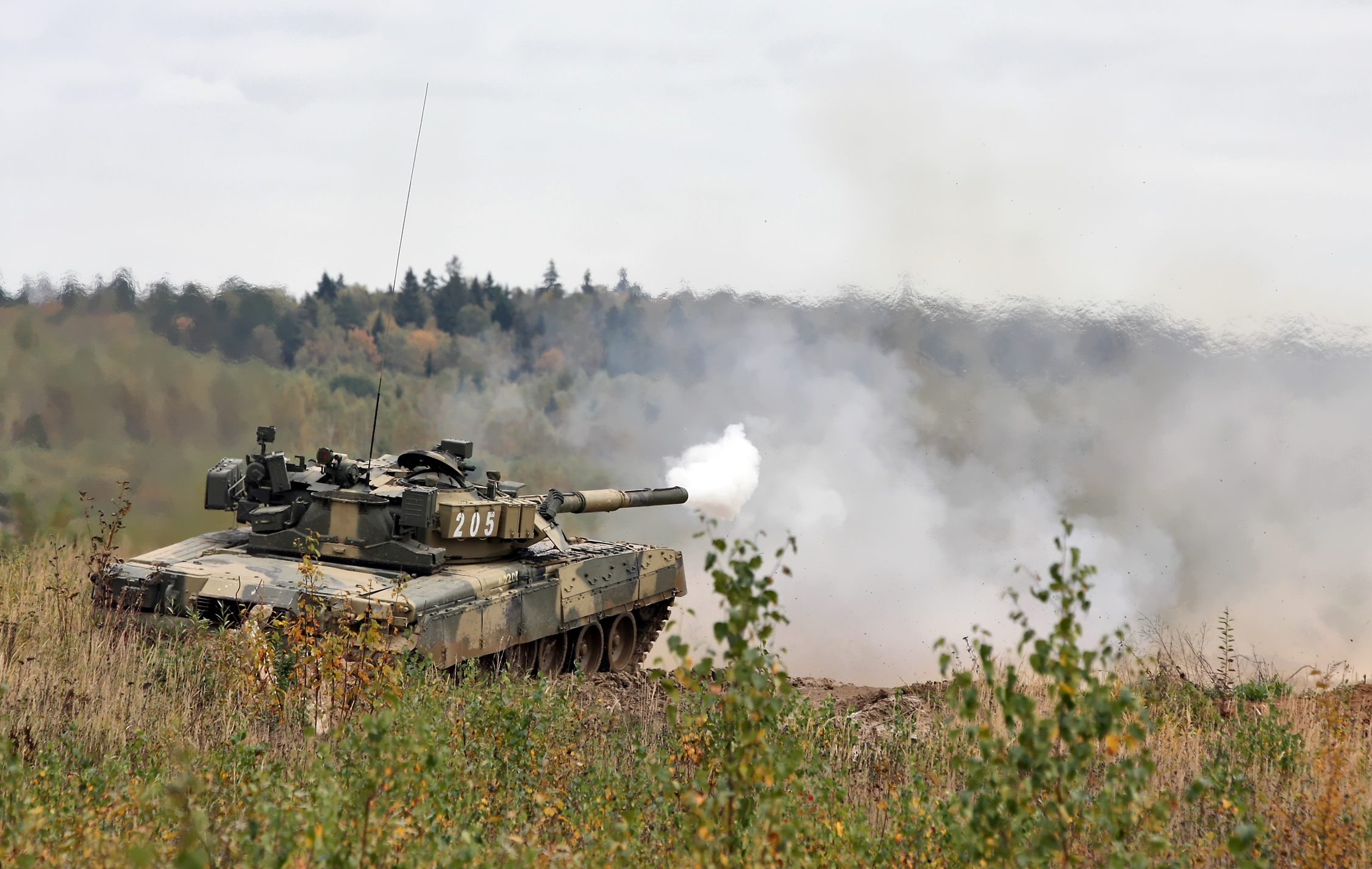
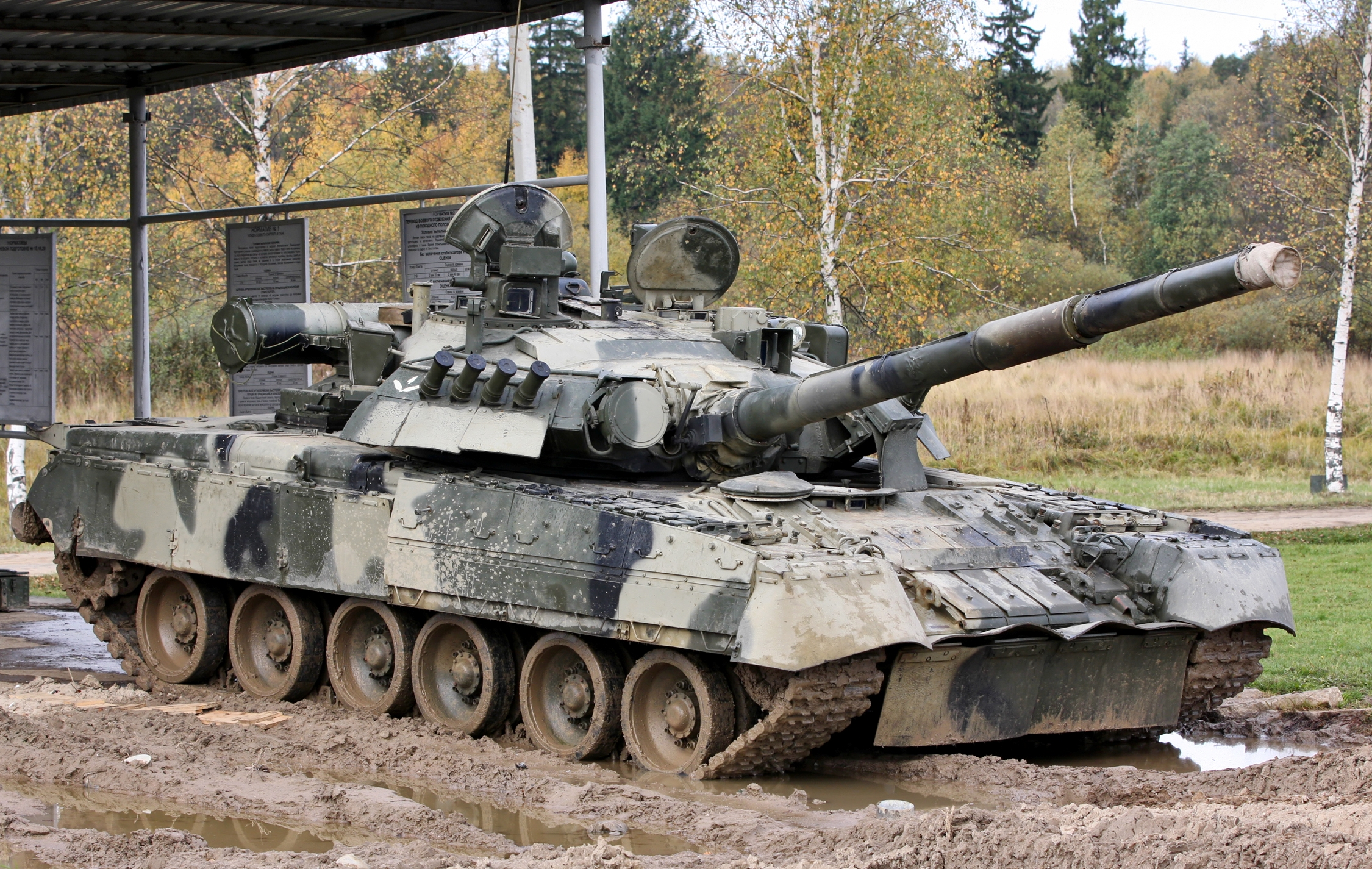
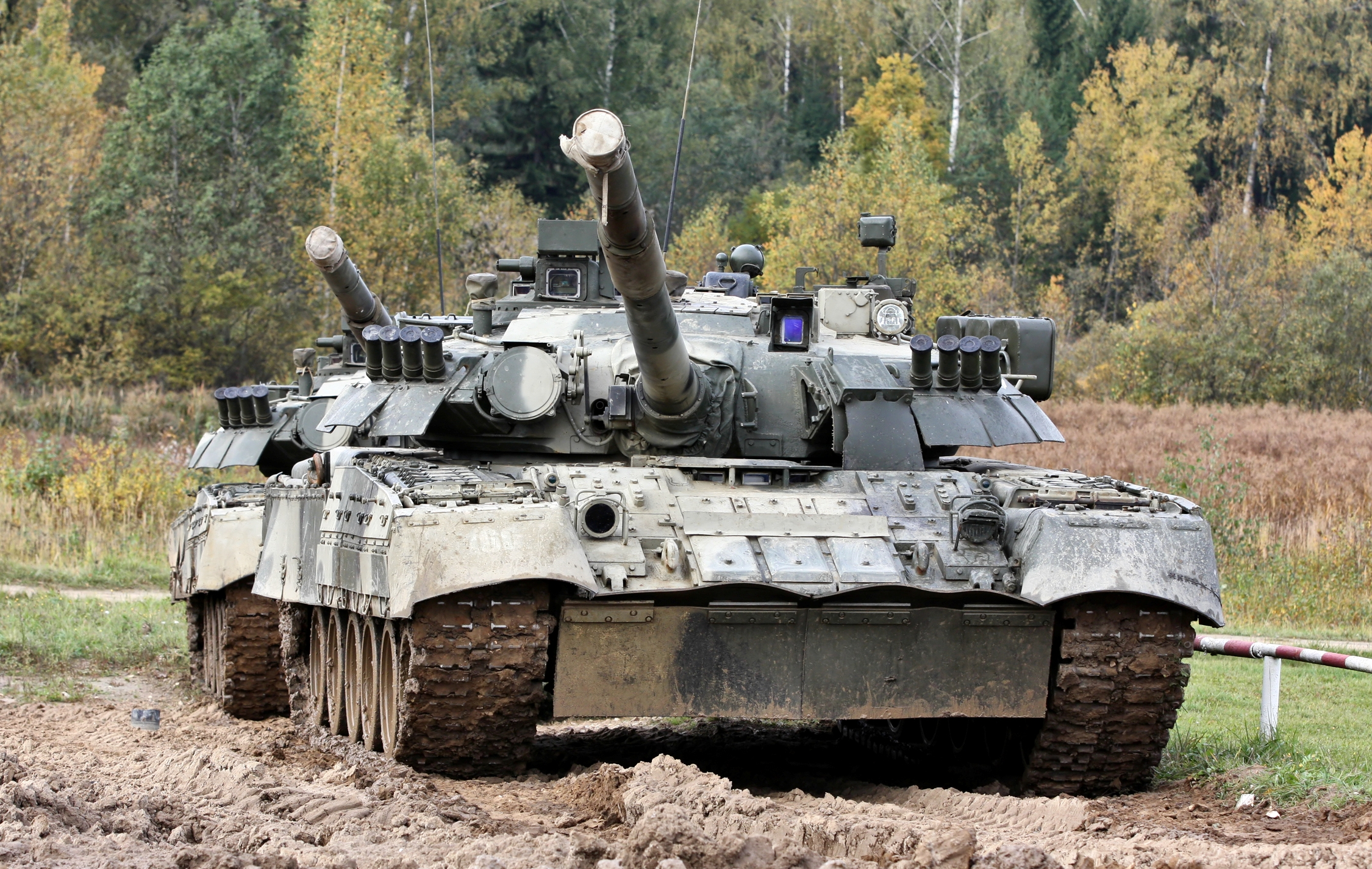
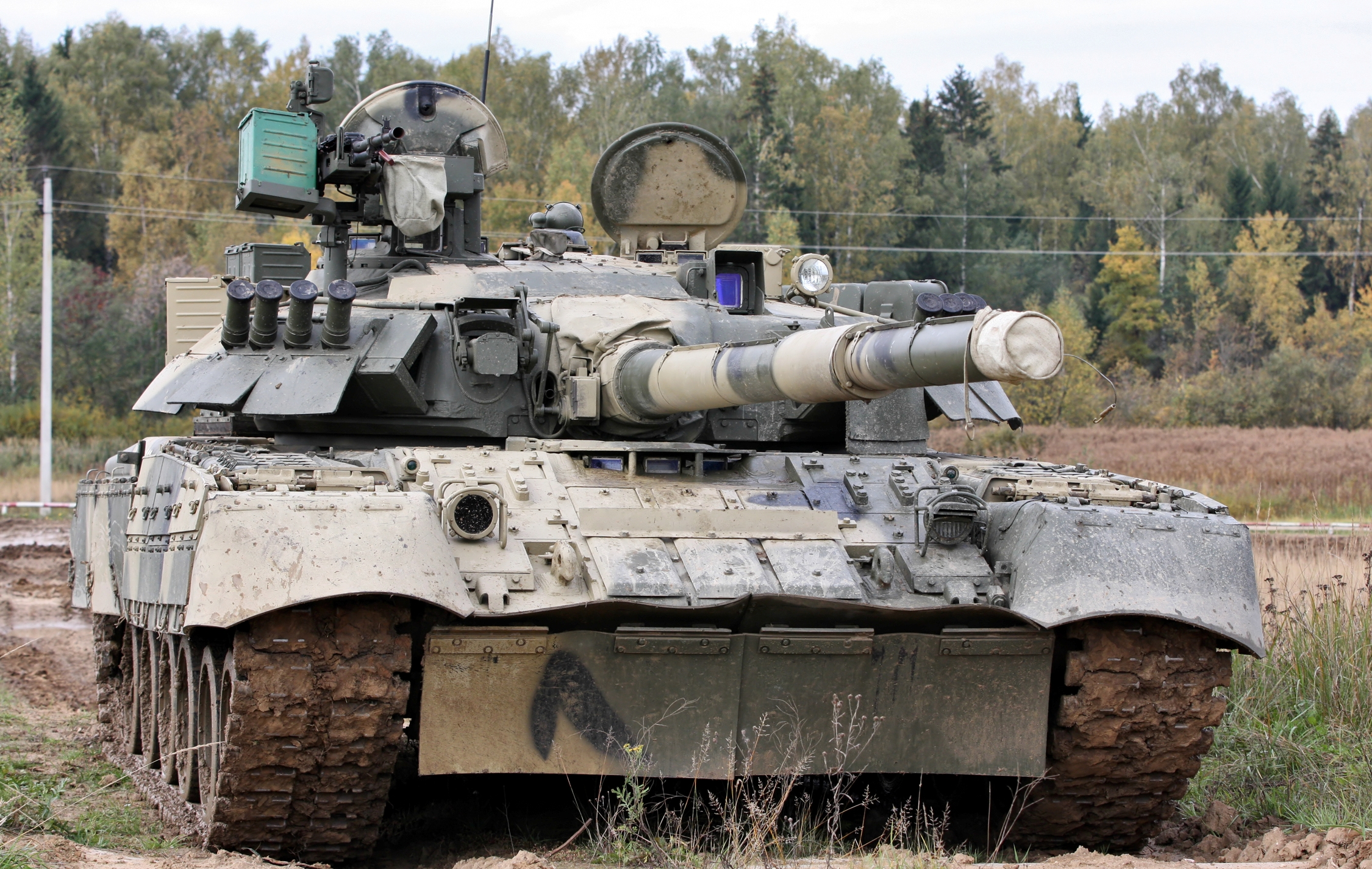
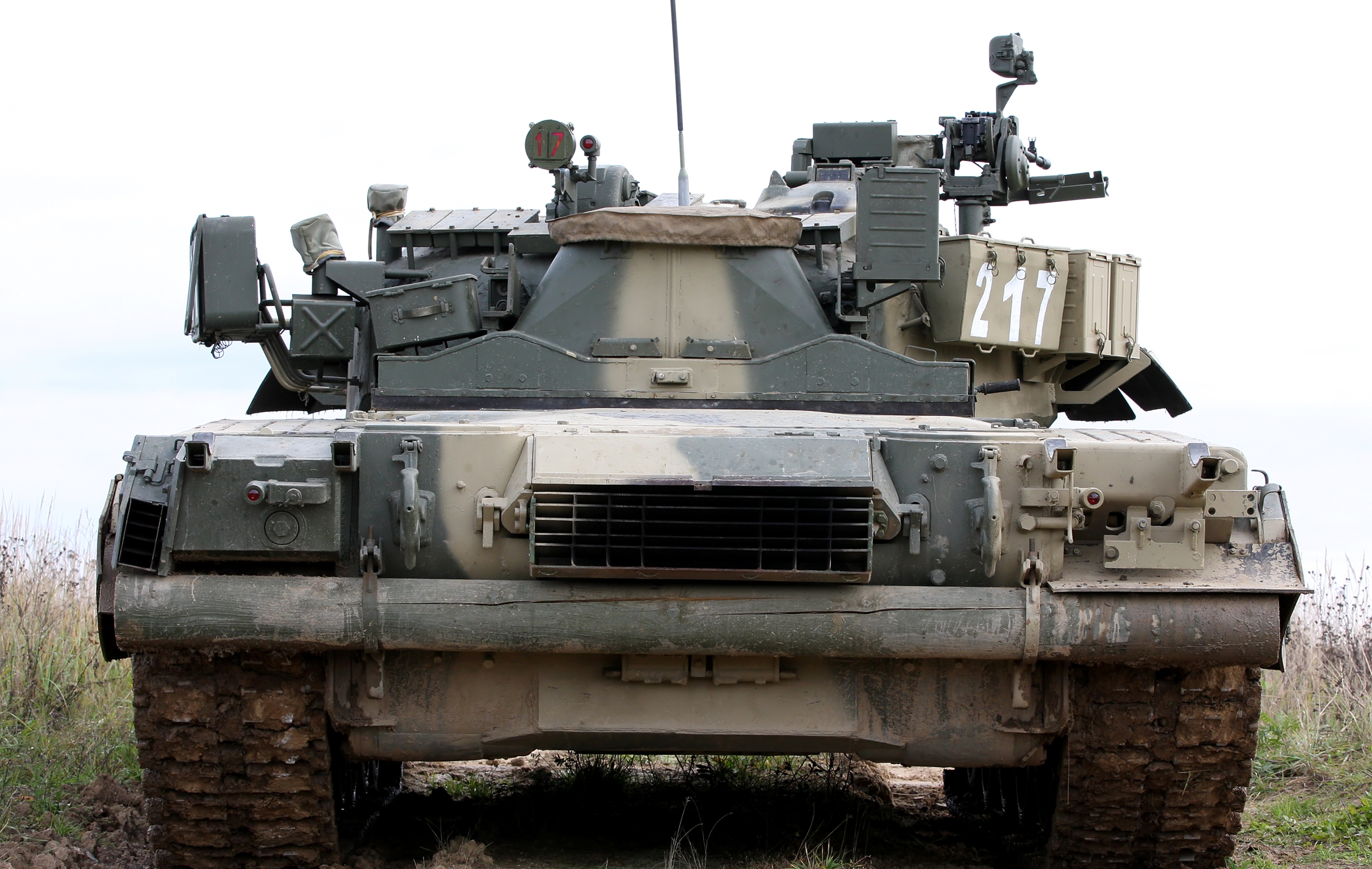
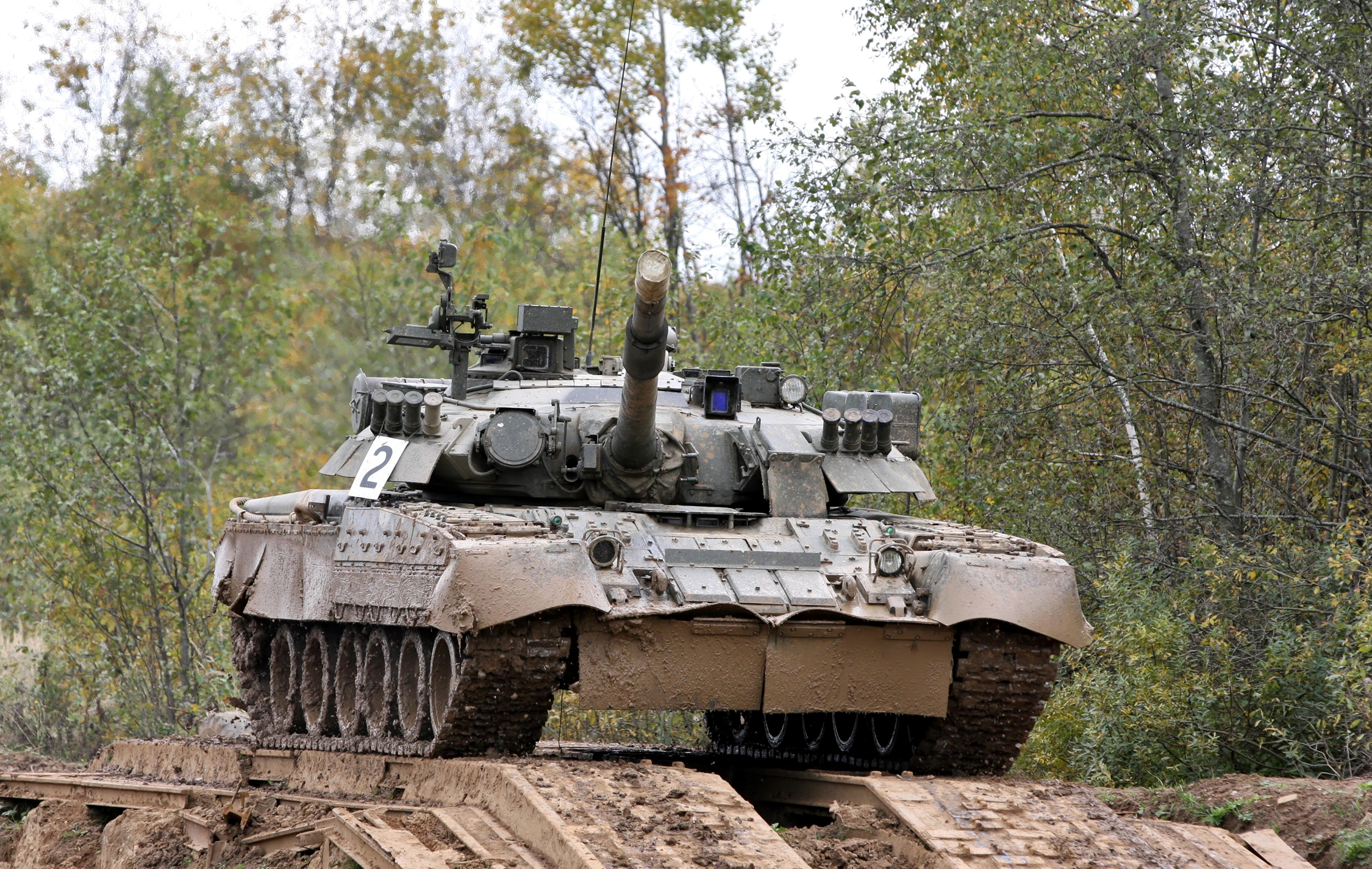
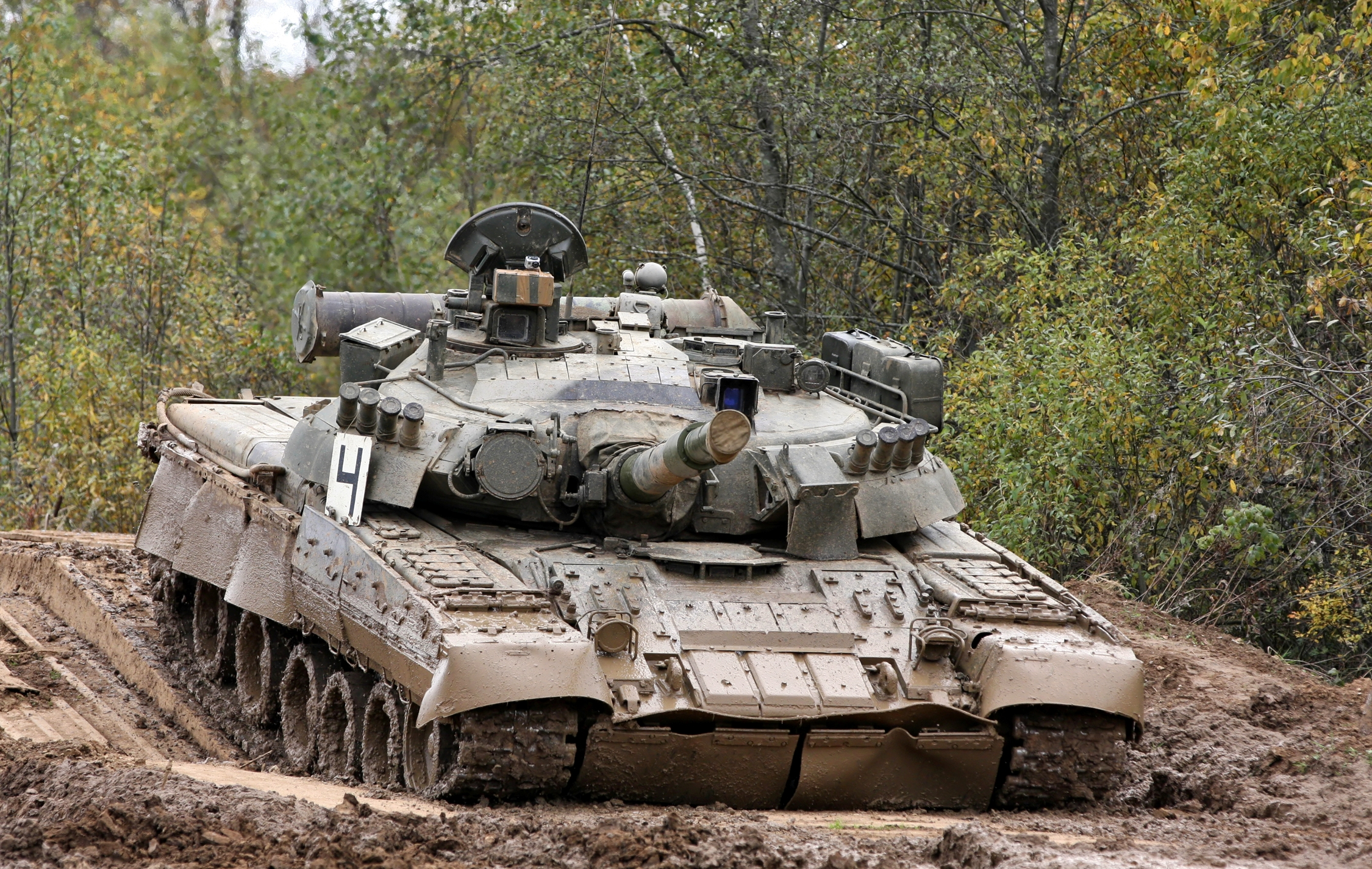
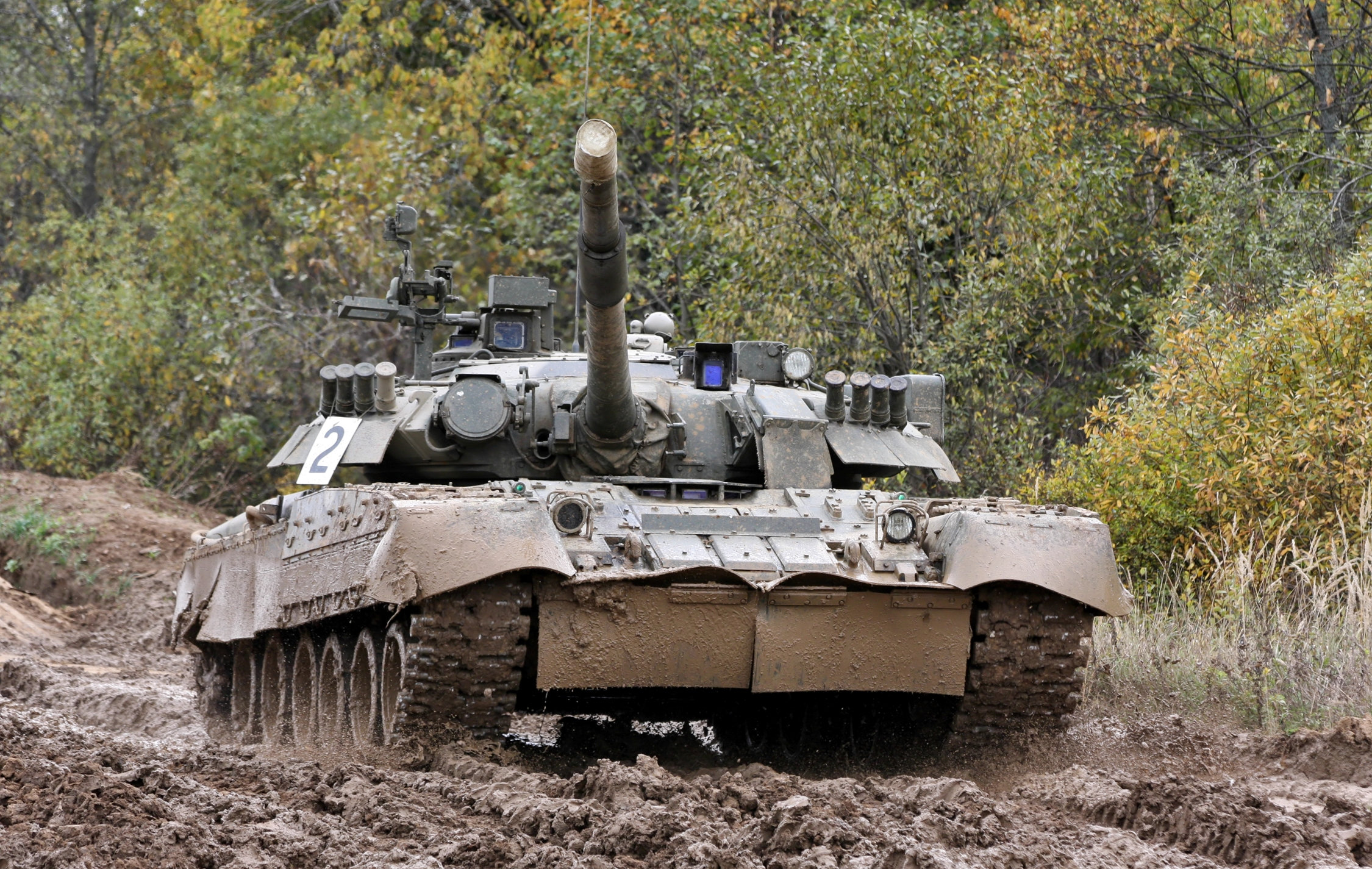
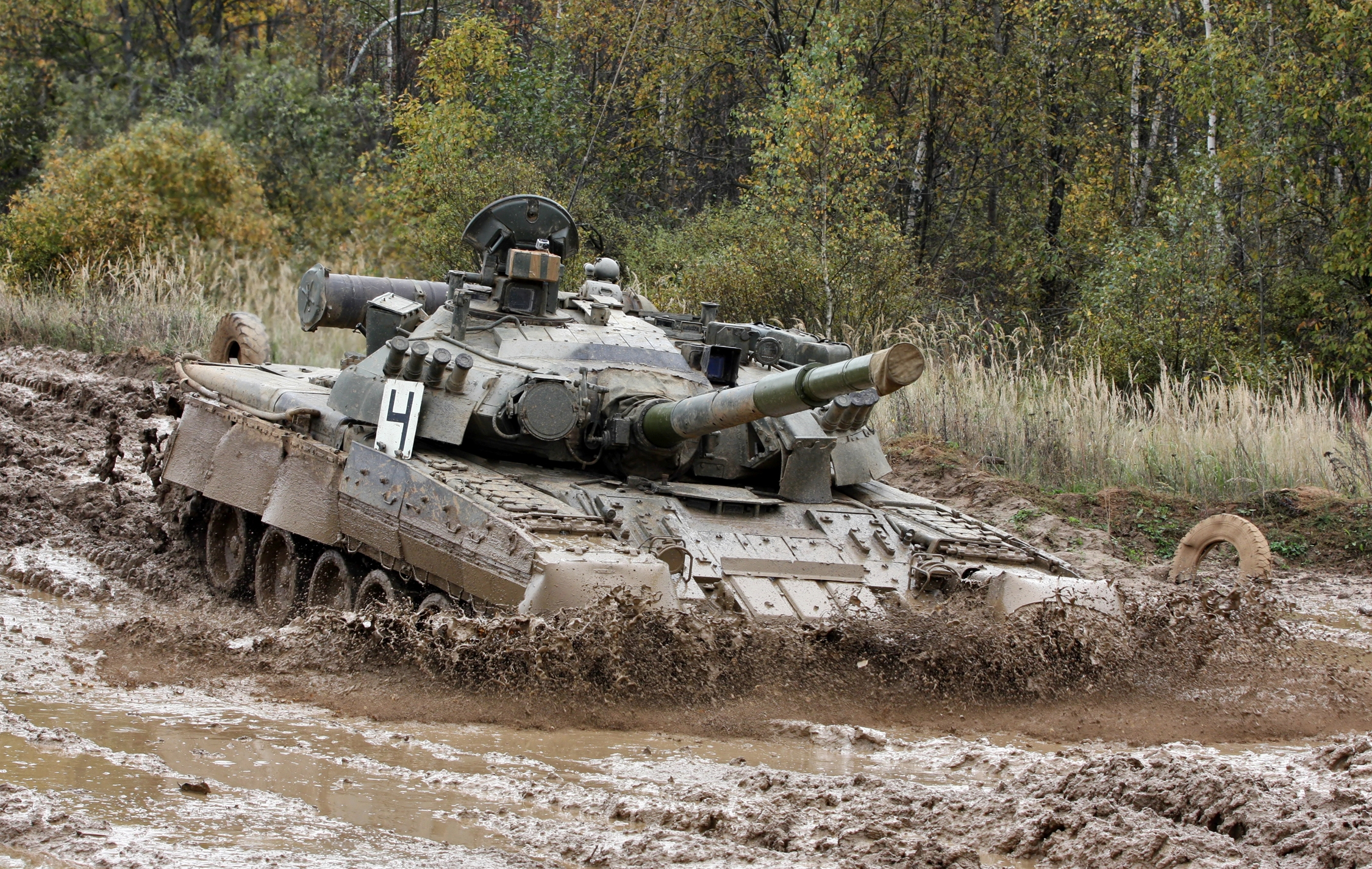
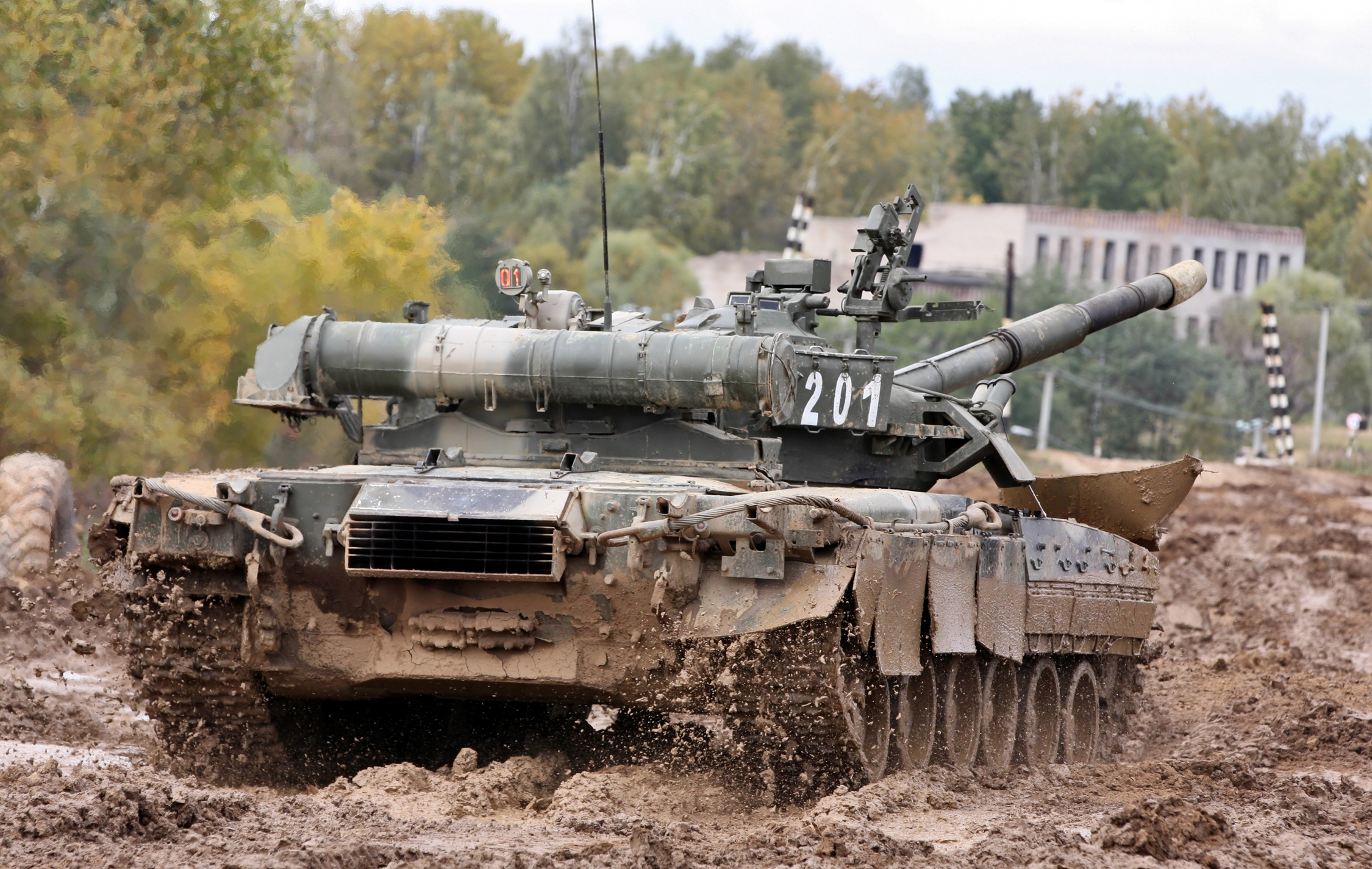
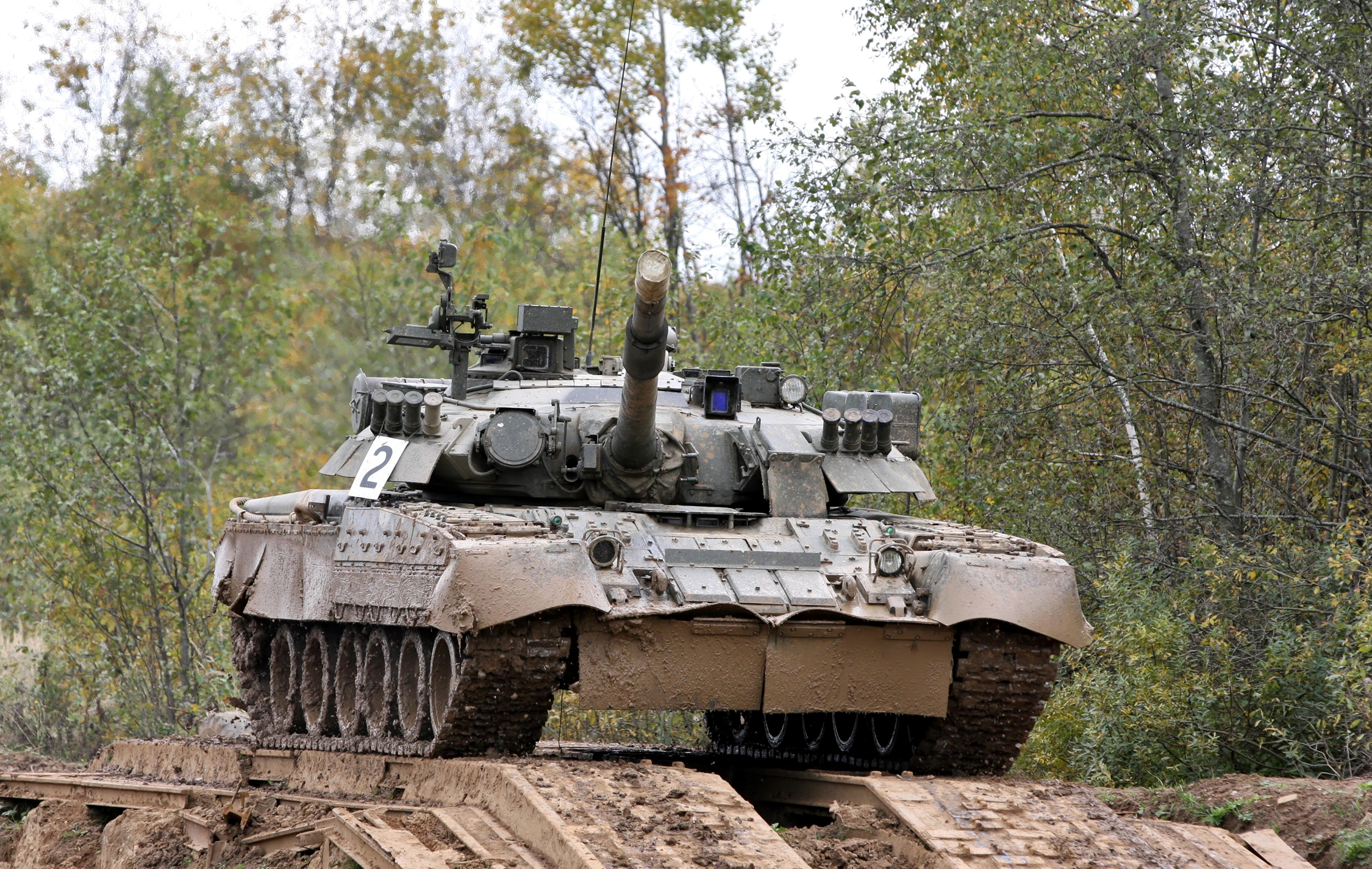
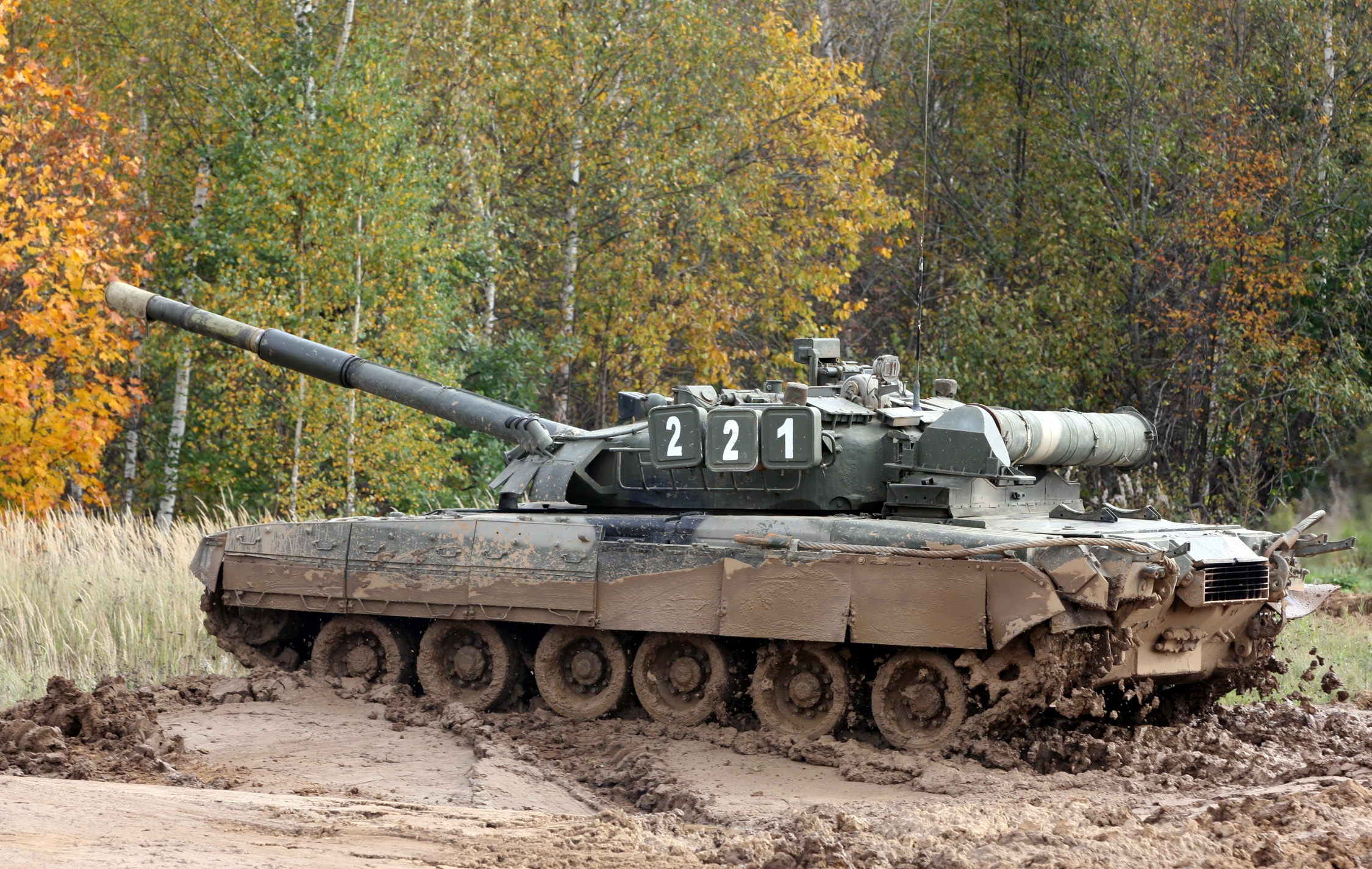